# Mernel
Mernel település Franciaországban, Ille-et-Vilaine megyében. Lakosainak száma 1017 fő (2022. január 1.). Mernel La Chapelle-Bouëxic, Guignen, Val d'Anast, Bain-de-Bretagne, Sainte-Anne-sur-Vilaine, Langon, Saint-Malo-de-Phily és Pléchâtel községekkel határos.

## Népesség
A település népességének változása:
| Lakosok száma | 639  | 727  | 702  | 946  | 1029 | 1047 | 1034 | 1012 | 1006 | 1017 |
|               | 1968 | 1982 | 1990 | 2006 | 2013 | 2015 | 2017 | 2019 | 2020 | 2022 |